# Madres egoístas (telenovela de 1991)
Madres egoístas es una telenovela mexicana producida por Juan Osorio para la cadena Televisa.
Fue protagonizada por Julieta Rosen y Chantal Andere junto a Enrique Novi y Orlando Carrió, como coprotagonistas tuvo a Lilian Macías, Toño Mauri y Gustavo Navarro, además de contar con las participaciones antagónicas de María del Sol y Alberto Mayagoitía.

## Argumento
Esta es la historia de Raquel Rivas Cantú, una joven huérfana, heredera de una gran fortuna, que es criada por su ama de llaves, Mariana, que siempre la ha odiado en secreto por culpa de un pasado y una vida que, según ella, le robaron los Rivas Cantú.
Raquel se casa con Pablo, un viudo honesto que tiene una hija, Carmen, que estudia en un internado. Con el tiempo, Raquel y Pablo tienen otra hija, Gaby. Posteriormente, Pablo empieza a sospechar que Mariana no es la persona que aparenta ser, así que pone a la pequeña Gaby al cuidado de una nana con la condición que Mariana nunca se acerque a ella. 
Pasados cuatro años de inmensa felicidad, un día Mariana sienta a Gaby a jugar en medio de la calle. Al poco rato, Pablo, conduciendo su automóvil y a punto de llegar a casa, entra por dicha calle y alcanza a ver a la pequeña apenas unos segundos antes de atropellarla. Gaby no sufre daño alguno, pero el sobresalto le ocasiona a Pablo un ataque al corazón, por el cual muere, lo que deja a Raquel y Gaby solas y en la más profunda tristeza. Guiada por los malos consejos de Mariana, Raquel interna a Gaby en un colegio privado donde por azares del destino se encuentra con Carmen, y las dos crecen juntas sin saber que son hermanas. 
Mariana y su hijo, Felipe, hacen que la vida de los Rivas Cantú sea tan negra como su alma, pero aparecerán varios personajes que darán un giro inesperado a esta maravillosa historia de amor, venganza y traición.

## Elenco
- Julieta Rosen - Raquel Rivas Cantú vda. de Ledesma
- Orlando Carrió - Víctor Peralta
- María del Sol - Mariana González / María González / Dolores
- Alberto Mayagoitía - Fernando González / Felipe Godoy / Fernando Rivas Cantú González
- Chantal Andere - Carmen Ledesma Arriaga
- Toño Mauri - Maximiliano "Max" Báez
- Enrique Novi - Pablo Ledesma
- Lilian Macías - Gabriela "Gaby" Ledesma Rivas Cantú
- Laura Sotelo - Ivonne / Dora Silvana
- Oscar Servin - Refugio "Cuco"
- Manolita Saval - Rosario de Urióstegui
- Roberto Cañedo - Joaquín Urióstegui
- Tere Valadez - Ofelia
- Rafael Amador - Gerardo
- Dina de Marco - Jacinta de Arriaga
- Justo Martínez González - Severo Arriaga
- Roberto Sosa - Salvador "Chava" Godinez
- Mikel Bilbao - Roberto
- Maty Huitrón - Mina de Báez
- Claudio Obregón - Alberto Báez
- Gerardo Acuña - Raymundo Cooper
- Diana Golden - Ana Cervantes
- Fernando Colunga - Jorge
- Laura Martí - Sara Báez
- Tere Mondragón - Rufina Noriega
- Norma de Anda - Inés
- Maricruz Nájera - Natalia Blinder
- Rafael del Villar - Héctor Cruz
- Gustavo Navarro - Hugo Peralta
- Lucía Hernández - Iris
- Héctor Cruz Lara - Horacio
- Jalil Succar - Antonio
- Antonio Miguel - Lucio
- Alicia Osorio - Maestra Lilia Rangel
- Grecia - Maestra Alarcón
- Gabriela Michell - Maestra Piedad
- Irina Areu - Srta. Ferriz
- Renata de los Ríos - Aurora
- Denisse Castillo - Cata
- Alexandra Pérez - Flora
- Chantal Guedy - Ema
- Ondina - Celeste
- Anahí Puente - Gaby (niña)
- Yuliana Peniche - Carmen (niña)
- Jair de Rubín - Hugo (niño)
- Carlos Fuentes - Maximiliano (niño)
- Salvador González - Chava (niño)
- Paola Rojas Gómez - Carmen (recién nacida)
- Roberto Garza Leal - Alfredo
- Leonor Llausás - Josefa
- Leonor Bonilla - Avelina
- Miguel Gutiérrez - Olegario
- Scarlet Maceira - Rosenda
- Guillermo Larrea - Memo
- Guillermo Rivas - Bonifacio "Boni" Salgado
- Antonia (Tony) Marcín - Rosaura
- Jeannette Candiani - Maribel
- David Montenegro - Salvador Martín del Campo
- Héctor García - Dr. Marín
- Ivonne Armant
- Gina Moret
- Manola Saavedra
- Alejandro del Castillo - Teniente Hernández
- John Pike - Gómez Williams
- Nubel Espino - Dr. Albores
- Mario Iván Martínez - Iván Escandón
- Philippe Amand - Pierre
- Roque Casanova - Polignac
- Lizbeth Ramírez - Rosaly
- Bruno Schwebel - Sr. Duvall
- Tara Parra - Sol Deschamps
- Carlos Espinoza - Dr. Pizano
- Roberto Estrada - Lic. Torres
- Lilian Davis - Alicia
- Mario Erosa - Gerente de banco
- Miguel Serros - Agente #1
- Rubén Herrera - Agente #2
- Laura Zaizar - Sra. Landis
- Rosalba Castellanos - Paca
- Helio Castillo - Profesor de Gaby
- Carl Hillos - Manuel
- José Olivares - Pancho
- Marisol Cazzaro - Joaquina
- Clarissa Ahuet - Mujer de vecindad
- Flora Fernández - Mujer de vecindad
- Ángel Heredia - Doctor de la Cruz Roja
- Arnoldo Picasso - Carlos
- Walter Medina - Raúl
- Anabel Pompa - Lilia
- Mauricio Bonet - Pollo
- Beatriz Zazueta - Estela
- Roberto Ruy - Lic. Mendoza
- Sagrario Baena - Amalia de Ramírez
- Miguel Gómez Checa - Álvarez
- Diana Torres - Adriana Nava
- Fernando Pinkus - Sergio
- Grace Nenna - Niebla
- Enrique Hidalgo - Dr. Schultz
- Judith Velasco Herrera† - Lic. Pilar Zaldain
- Cynthia Zurita - Blanca
- Dora Luz Alcalá - Herlinda
- Alejandro Villeli - Dr. Martínez
- Tere Suárez - Sra. Monasterios
- Astrid Margarita - Lidia
- Galia Larrea - Enfermera
- Patricia Hernández - Enfermera
- Guillermo Puente - Consejero
- Licia Suárez - Elena
- Federico Valdés - Auditor

## Equipo de producción
- Historia original de: Mimí Bechelani
- Adaptación libre para TV: Josefina Palos y Romo
- Edición literaria: Luis Fernando Martínez
- Tema original: Madres egoístas
- Autor: Ernesto Cortázar II
- Tema de salida: Volver a ti
- Compositor: Sexto Sentido
- Intérprete: María del Sol
- Música original: Ernesto Cortázar II, Ernesto Cortázar III, Édgar Cortázar
- Escenografía: Raúl Leal Cornejo
- Ambientación: Gabriela Lozano
- Diseñadora de vestuario: Alejandra Guedy
- Edición: Ariadne Banquells
- Coordinadora administrativa: Blanca Alicia Brera
- Jefe de producción: Cuitláhuac Morales
- Coordinación de producción: Marco Antonio Cano, Maricarmen Alpuche, Cecilia Zamora
- Gerente de producción: Tatiana Fons Morales
- Dirección de diálogos: Angélica Aragón
- Directores de cámaras: Alejandro Frutos, Roberto Nino
- Directores de escena: Salvador Sánchez, Philippe Amand
- Productor: Juan Osorio

## Premios y nominaciones

### Premios TVyNovelas 1992
| Categoría             | Nominado(a)        | Resultado |
| --------------------- | ------------------ | --------- |
| Mejor villana         | María del Sol      | Nominada  |
| Mejor villano         | Alberto Mayagoitia | Nominado  |
| Mejor actriz infantil | Anahí              | Nominada  |

## Versiones
- Madres egoístas es un remake de la telenovela del mismo nombre que Valentín Pimstein produjo en 1963, dirigida por Jesús Valero y protagonizada por Blanca Sánchez y Carlos Navarro.